# X-54 (航空機)
ガルフストリーム X-54
- 用途：試験機
- 製造者：ガルフストリーム・エアロスペース
- 運用者：アメリカ合衆国
- 生産数：0機
- 運用状況：開発中

ガルフストリーム X-54 (Gulfstream X-54) は、ガルフストリーム・エアロスペースによりアメリカ合衆国で開発されている、研究・実証航空機。ソニックブームと超音速輸送機の研究に使用するため計画された。

## 開発
2008年に始まったX-54プロジェクトは、超音速飛行が可能な実験航空機を製造することを目的としている。また、X-54Aは将来の超音速輸送機の設計と調整のサポートのため、ソニックブーム効果のテストデータを得ることを目的としている。現行の規制はアメリカ合衆国の上空を超音速で飛行することを禁じており、X-54は商業的な超音速輸送ができるように規則を変更させるための、ガルフストリーム社の取り組みの一部である。
X-54Aはガルフストリーム・エアロスペースによって開発されており、2つのロールス・ロイス RB.183 テイ ターボファンエンジンを動力として用いる予定である。アメリカ軍とNASAのどちらも現在のプロジェクトに関与していないにもかかわらず、航空機はNASAの要請でアメリカ国防総省のアメリカ陸海空軍航空機命名規則 (en) によりXシリーズの指定を受けた。
しかしながらガルフストリーム社はX-54プロジェクトについて少しのコメントを残しており、2008年の全米ビジネス航空協会のコンベンションで、ガルフストリーム社の重役は「超音速飛行のための先進的で技術的なガルフストリーム社の仕事は『いつかのため』に継続しており、『衝撃波軽減のために設計された完全な航空機』にはおそらく『その側面にはX-54とペイントされている』（have X-54 painted on the side of it.）だろう」と述べている。
X-54Aはおそらくガルフストリーム社の「ソニック・ウィスパー」計画と関連しており、「超音速飛行時における衝撃の強さを弱める」設計として2005年に商標登録された。いくつかの情報源は、X-54Aはロッキード F-104 スターファイターをベースにしていると主張しているが、これはアメリカ国防総省による航空機の説明と矛盾する。

## スペック (X-54A)
諸元
- 全長:
- 全高:
- 翼幅:
- 動力: ロールス・ロイス RB.183 テイ 651 ターボファンエンジン、69 kN （15,400 lbf）  × 2

性能